# Porębnik
Porębnik lub Poręba – potok górski w południowo-zachodniej Polsce w woj. dolnośląskim w Sudetach Środkowych, w Górach Bystrzyckich.
Górski potok, o długości około 5,3 km, lewy dopływ Nysy Kłodzkiej, jest ciekiem III rzędu należącym do dorzecza Odry, zlewiska Morza Bałtyckiego.

## Charakterystyka
Źródło potoku położone jest na wysokości ok. 620 m n.p.m., poniżej Przełęczy nad Porębą, na południowych obrzeżach miejscowości Poręba na północnym stoku wzniesienia Dębosz. W części źródliskowej potok spływa bezleśnym zboczem w kierunku północno-wschodnim do miejscowości Poręba. Niżej na poziomie około 600 m n.p.m., potok skręca na północny wschód i płynie dobrze wykształconą doliną wśród zabudowań miejscowości Poręba. Opuszczając Porębę potok wpływa do dość płytkiej, wąskiej i zalesionej „Bukowej Doliny” miejscami tworzącej wąwóz o stromych zboczach, z których wychodzą niewielkie skałki piaskowcowe. Potok płynie głębokim, kamienistym korytem, w otoczeniu bujnej roślinności.
Opuszczając „Bukową Dolinę” potok przyjmuje lewy dopływ Ponik i płynie w kierunku ujścia, gdzie na wysokości ok. 380 m n.p.m. w Długopolu-Zdroju, uchodzi do Nysy Kłodzkiej. Koryto rzeki kamienisto-żwirowe słabo spękane i na ogół nieprzepuszczalne z małymi progami kamiennymi, na których w górnym biegu w kilku miejscach występują niewielkie progi.
W większości swojego biegu płynie obok drogi, wśród terenów zabudowanych. Zasadniczy kierunek biegu rzeki jest północno-wschodni. Jest to potok górski odwadniający ze swymi dopływami wschodnią część masywu Jagodnej. Potok w górnym biegu dziki, w środkowym i dolnym biegu częściowo uregulowany. Ze względu na górski charakter i mały stopień uregulowania tworzy liczne meandry. W większości swojego biegu płynie terenem zabudowanym, brzegi w 90% zadrzewione, szerokość koryta do 3,5 m a śr. głębokość 0,20 m, dno kamienisto żwirowe bez roślin. Potok charakteryzuje się dużymi nie wyrównanymi spadkami podłużnymi i zmiennymi wodostanami, znajduje się na nim szereg progów i kamieni redukujących spadek. W potoku z ichtiofauny występuje: pstrąg potokowy i głowacz pręgopłetwy. 
W niektórych opracowaniach oraz mapach potok nosi nazwę Poręba. W przeszłości potok nosiła nazwę: niem. Buckenthal Graben, Buckenthal Grund.

## Dopływy
- lewe – Ponik oraz kilka bezimiennych strumieni, potoków i cieków sezonowych mających źródła na zboczach przyległych wzniesień[3].

## Miejscowości nad potokiem
- Poręba, Długopole-Zdrój[3].

## Ciekawostki
Dolny bieg potoku w „Bukowej Dolinie” stanowił jedno z atrakcyjniejszych miejsc spacerów kuracjuszy z Długopola Zdroju„”. Miejsce to uchodziło za bardzo malowniczy i romantyczny zakątek„”. Dodatkową atrakcję stanowił stary młyn niem. "Buckelmühle" wzniesiony u wylotu potoku, który później zamieniono na popularną gospodę z pokojami gościnnymi. Dziś "Bukowa Dolina" jak dawniej jest odwiedzana przez turystów jednak już nie w takim stopniu jak przed II wojną światową.